# Rhacocleis turcica
Rhacocleis turcica är en insektsart som först beskrevs av Boris Petrovich Uvarov 1930.  Rhacocleis turcica ingår i släktet Rhacocleis och familjen vårtbitare. Inga underarter finns listade i Catalogue of Life.